# فرودگاه نروژ هاوس
 فرودگاه نروژ هاوس (به انگلیسی: Norway House Airport) یک فرودگاه همگانی باربری با کد یاتا YNE است که یک باند فرود صخره‌ای دارد و طول باند آن ۱٬۱۸۹ متر است. این فرودگاه در کشور کانادا قرار دارد و در ارتفاع ۲۲۴ متری از سطح دریا واقع شده است.

## شرکت‌های هواپیمایی و مقصدهای پروازی
| شرکت‌های هواپیمایی  | مقصدهای پروازی                            |
| ------------------ | ----------------------------------------- |
| Perimeter Aviation | کراس لیک، وینیپگ جیمز آرمسترانگ ریچاردسون |